# Boots (poema)
«Boots» (en castellano: Botas) es un poema del autor y poeta inglés Rudyard Kipling (1865-1936). Se publicó por primera vez en 1903, en su colección Las cinco naciones.
«Boots» imagina los pensamientos repetitivos de un soldado de infantería del ejército británico marchando en Sudáfrica durante la segunda guerra bóer. Se ha sugerido que las primeras cuatro palabras de cada línea se lean lentamente, a una velocidad de dos palabras por segundo, para que coincidan con la cadencia o el ritmo de un soldado de infantería marchando.

## Versiones
La grabación hablada del poema de 1915 del actor estadounidense Taylor Holmes es una de las más conocidas. Se ha utilizado por su efecto psicológico por la Marina de Guerra de los EE. UU. Está implementa un programa de entrenamiento llamado Supervivencia, Evasión, Resistencia y Escape (SERE), diseñado para dotar al personal militar de las habilidades necesarias para sobrevivir en entornos hostiles. Parte de este programa consiste en retenerlos en una pequeña celda mientras se les reproduce repetidamente la grabación del poema por Holmes.
El poema fue musicalizado para voz masculina grave y orquesta por "PJ McCall", y grabado en 1929 por el barítono bajo australiano Peter Dawson. McCall era Dawson y publicaba bajo seudónimo. Esa versión fue rápidamente grabada por otros cantantes, pero parece haber caído en desuso, posiblemente debido a la Segunda Guerra Mundial.
El poeta británico nacido en Estados Unidos, T. S. Eliot, incluyó el poema en su colección de 1941 A Choice of Kipling's Verse.
Una versión rusa del poema, Pyl' (en ruso; Пыль, Dust ), fue musicalizada por el bardo soviético Evgeny Agranovich durante la Segunda Guerra Mundial y utilizada como canción de marcha en su unidad. Al comisario de la unidad le gustó la canción, pero desaprobó la letra extranjera. Por este motivo, Agranovich añadió posteriormente a la marcha varios versos de su propia invención.

## En la cultura popular
La recitación de Holmes también se utilizó en el tráiler cinematográfico del mapa de zombis de Call of Duty: Black Ops 6 "Terminus"  y más tarde en el primer y segundo tráiler de la película de terror de 2025 28 Years Later, dirigida por Danny Boyle.

## Grabaciones notables
- 1915 – Taylor Holmes (palabra hablada) Victor B 55057 [12]
- 1929 – Peter Dawson La voz de su amo B 3072 [13]
- 1951 – Leonard Warren [14]
- 1935 – Eric Woodburn
- 1940 – Norman Corwin (recitación hablada) Columbia 36055 [15]
- 2024 – Christopher Ake (remix de la grabación de Taylor Holmes )
- 2025 – Ruairí Robinson /Chicas Fabricadas [16]

El poema fue traducido por Xavier Villaurrutia y publicado en 1939 o antes. Fue luego grabado con la voz de Berta Singerman.